# Gaon von Wilna

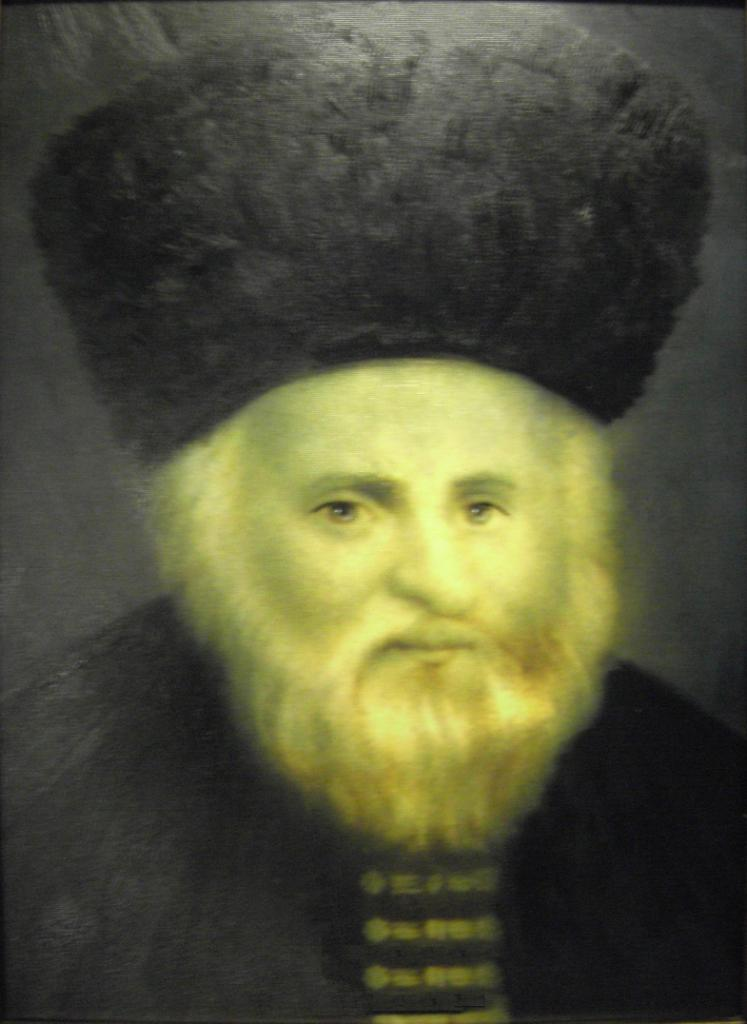
Der Gaon von Wilna. Posthumes Porträt

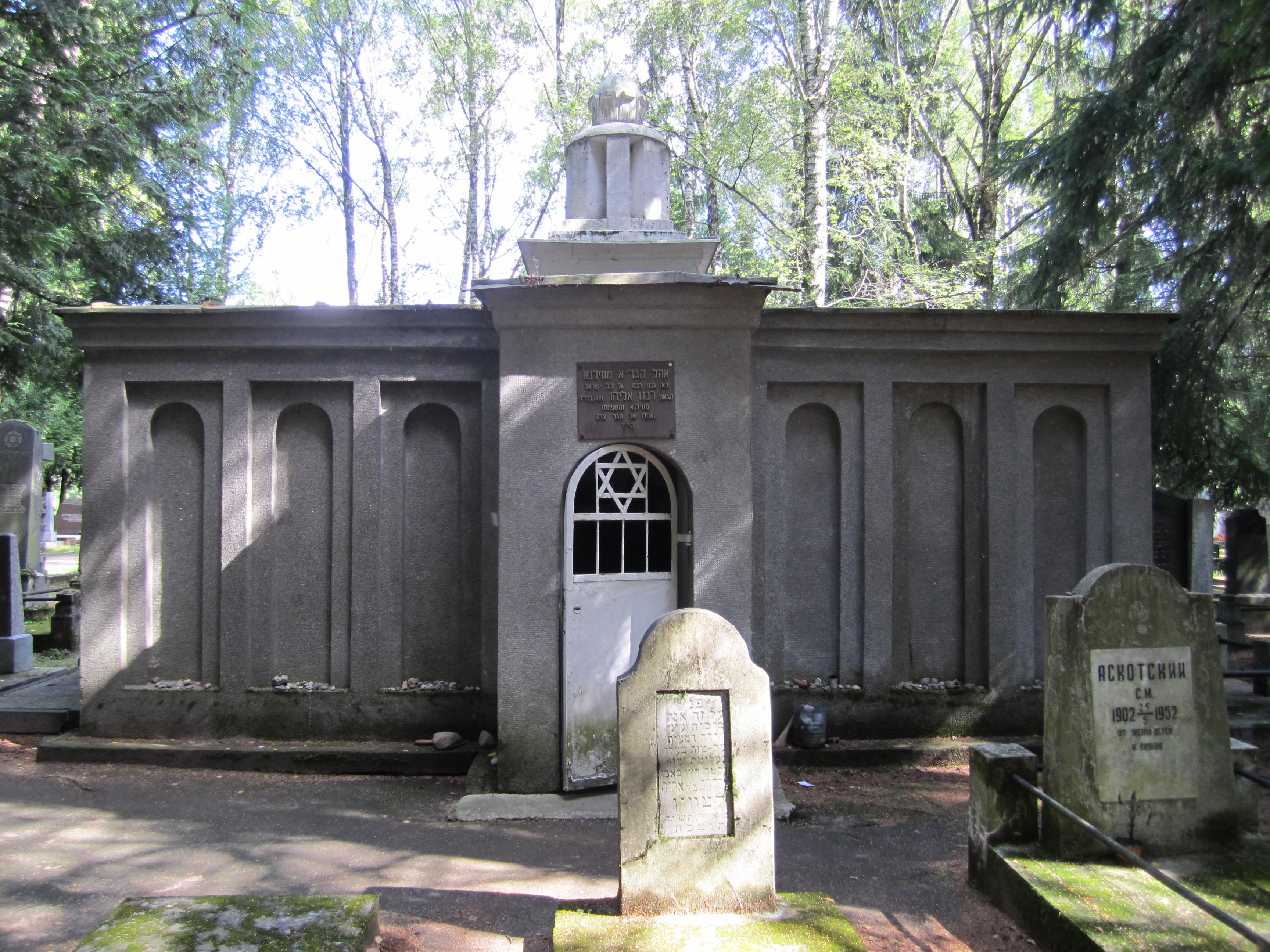
Grab des Gaon von Wilna

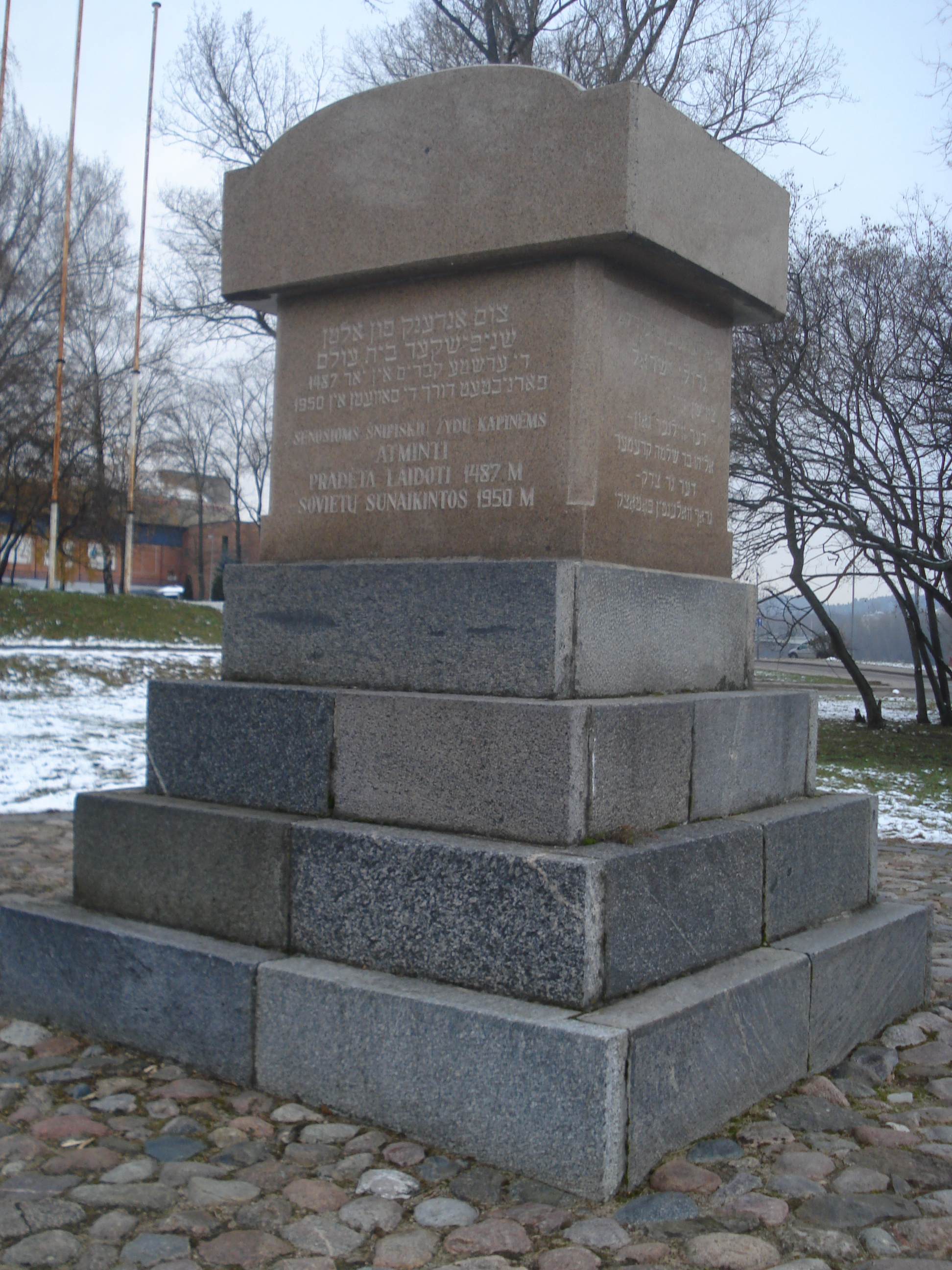
Ein Gedenkstein auf dem Gelände des ehemaligen jüdischen Friedhofs (1487–1950) im Ortsteil Šnipiškės, auf dem laut Inschrift Gaon von Wilna und Ger Tzedek begraben liegen

Elijah Ben Salomon Salman, genannt der Gaon von Wilna (jiddisch: der Goen fun Wilne) oder auch ha-Gaon he-Hasid, (geboren am 23. April 1720 in Selez, Polen-Litauen in der Nähe von Brest; gestorben am 9. Oktober 1797 in Wilna, Russisches Kaiserreich) war ein bereits zu seinen Lebzeiten hoch geschätzter vielseitiger jüdischer Gelehrter. Er gilt als Inbegriff des aschkenasischen Judentums litauischer Prägung. Er schrieb mehr als 70 Kommentare zu Tora und Talmud. Sie befassen sich mit einem breiten Spektrum religiöser und gesellschaftlicher Fragen und sind Standardwerke jüdischer Gelehrsamkeit.

## Leben
Als Sohn einer angesehenen Rabbinerfamilie genoss Elijah ben Salomon ab frühester Jugend eine umfassende Ausbildung. Nach einem halbjährigen Studium des Talmud in Kėdainiai widmete er sich in Vilnius im Selbststudium unter anderem der Kabbala und zahlreichen naturwissenschaftlichen Fragestellungen. Nach fünfjähriger Wanderschaft durch Polen und Deutschland kehrte er 1745 nach Vilnius zurück, das damals ein Zentrum jüdischer Gelehrsamkeit war. Durch sein umfassendes Wissen erwarb er sich bald einen guten Ruf sowohl unter den Gelehrten, wie auch im Volk, auch dank seiner asketischen Lebensweise. Man verlieh ihm den Titel Gaon, der „Weise“.
Bis etwa 1760 studierte und arbeitete er sehr zurückgezogen. Er war bekannt für seine Bescheidenheit und Großzügigkeit. Ab 1760 begann er, Schüler in privaten Versammlungen zu unterrichten. Der bekannteste Botschafter seiner Lehre wurde Rabbi Chaim von Woloschin, der nach dem Tod des Gaons die bekannte Jeschiwa von Woloschin gründete. Unklar bleibt, was Elia Gaon bewog, seine Auswanderung ins Heilige Land 1783 nach wenigen Monaten abzubrechen und wieder nach Vilnius zurückzukehren.
Der Gaon war ein vehementer Verfechter der orthodoxen Lehre, die der wortgetreuen, rationalen Auslegung der Tora und der Gesetze der Halacha Vorrang gab. Die neu entstandene Lehre des Chassidismus, die besonders das Gefühl und die Mystik hervorhob, lehnte er ab (Misnagdim). Er hielt sie für eine dem Tora-Lernen feindliche Strömung und ließ 1772 und 1782 den Bann über die Chassidim aussprechen, dem sich sämtliche litauischen Gemeinden anschlossen. Versuche von Schneor Salman von Ljadi, dem Begründer der Lubawitscher Chassidim, ihn für eine Diskussion über die Legitimität der chassidischen Bewegung zu treffen, wies er ab. Darüber hinaus verbot er den Genuss von Fleisch, das von chassidischen Schächtern geschächtet worden war, verbot Ehen zwischen chassidischen Juden und Mitgliedern seiner eigenen Gemeinde und ließ 1794 das Buch Zawaat Ribasch („Testament des Rabbi Israel Baal Schem Tow“, des Begründers des Chassidismus) in Vilnius öffentlich verbrennen. Nach dem Tod Elijah Ben Salomons 1797 kam es in Vilnius zu schweren Auseinandersetzungen zwischen den Anhängern der beiden Richtungen, die in der Einrichtung eigener Gemeinden der Chassidim resultierten.
Elijah Ben Salomon Salman verfügte über eine wahrhaft phänomenale Gelehrsamkeit. Dabei war sein Wissen nicht nur auf judaistische Überlieferung beschränkt. Er sprach mindestens zehn Sprachen und war in Mathematik und anderen Wissenschaften zu Hause. Der Gaon sah die Naturwissenschaften als unabdingbar für das Verständnis der Tora an. Jegliche Änderung der Halacha, wie sie die frühe Haskala anstrebte, wies er jedoch zurück.

## Familie
Die Eltern von Elijah Ben Salomon Salman (oder Zalmen) waren Shlomo Zalmen (1695–1758) und seine Frau Treina, Tochter des Rabbi Meir aus Selez (auch Seltz, Weißrussland).
Seine erste Frau Khana (gestorben 1782) war die Tochter des Kaufmanns Yehudah Leib aus Keidan, die er im Alter von 18 Jahren heiratete. Sie zog acht gemeinsame Kinder groß. Diese waren die älteste Tochter (1741–1756, Name unbekannt), Tochter Khiena (1748–1836), Tochter Peisa-Bassia (1750–), Tochter (1752-, Name unbekannt), Sohn Shlomo-Zalmen Vilner (1758–1780), Sohn Yehudah Leib Vilner (1764–1816), Sohn Avraham Vilner (1765–1808) und die Tochter Tauba (1768–1812). Die Söhne wurden wiederum Rabbiner, und die Töchter heirateten Rabbiner.
Erwachsene Enkel des Gaon von Wilna sind namentlich 43 bekannt, Urenkel (geboren um 1800) 143. Diese Generation wurde Teil des jüdischen Bevölkerungsaufschwungs, in dem sich die Zahl der Nachkommen pro Generation vervielfachte. So zählte die siebte Nachkommengeneration des Gaon, geboren um 1900, bereits rund 13.000 Personen. Seine zweite Frau war Gittel, die Tochter von Meir Luntz. Aus dieser Ehe gingen keine weiteren Kinder hervor.
In der Nachfolge des Wilnaer Gaon gab es einen Aufschwung des traditionellen rabbinischen Schulwesens in Polen-Litauen und es entstanden Zentren des Talmudstudiums, die großen Jeschiwot wie die Jeschiwa von Woloschin, die zu einer Bastion gegen die einsetzende Haskala und Assimilation wurden.
In den Gedenkstein des Gaon von Wilna auf dem neuen jüdischen Friedhof im Stadtteil Jeskine stecken gläubige Juden einen Zettel mit persönlichen Bitten.

## Gedenken
Das Staatliche Jüdische Museum Gaon von Vilnius in Vilnius, gegründet 1989, trägt seinen Namen.